# St. Cosmas und Damian (Glesch)

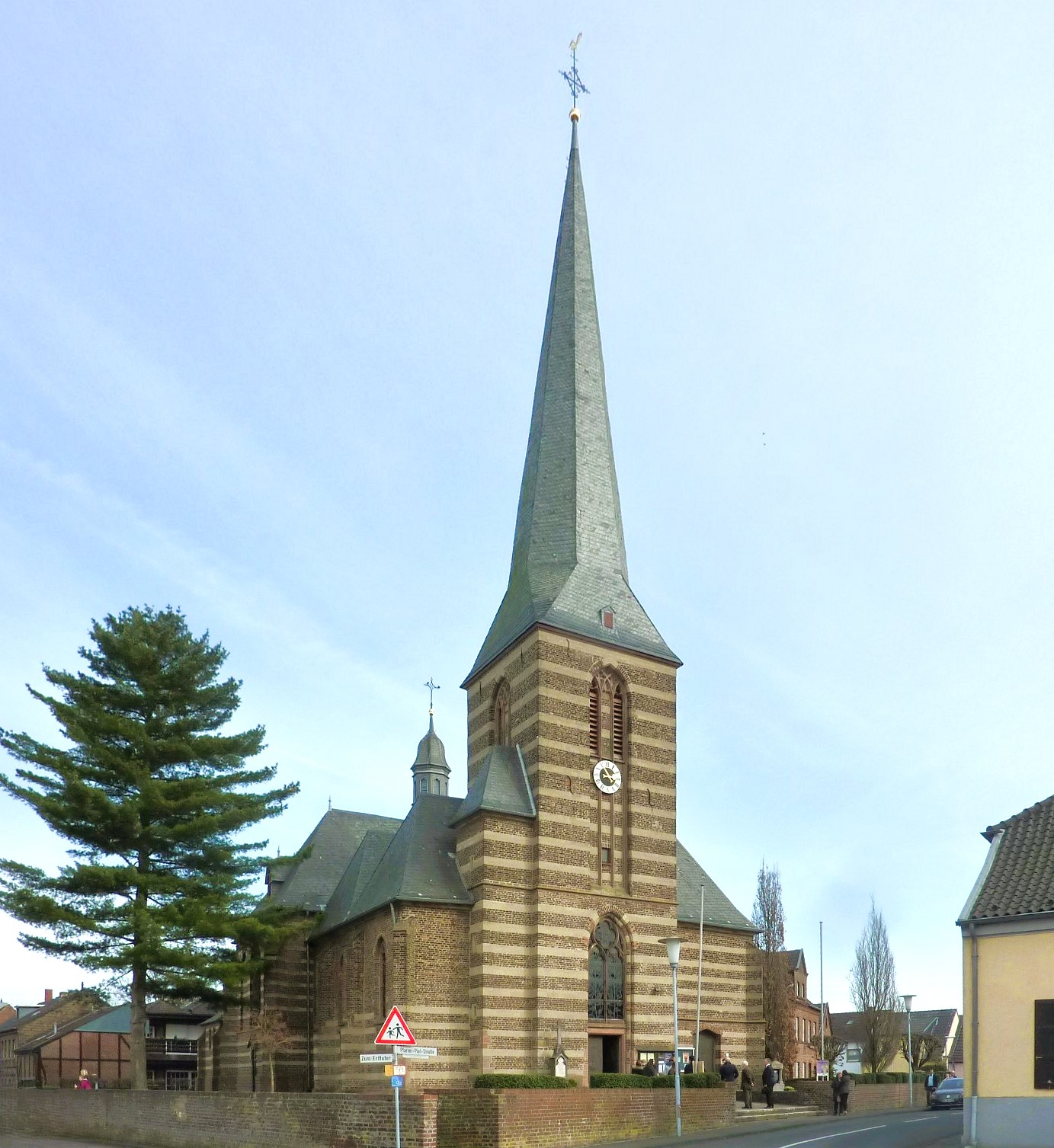
Pfarrkirche St. Cosmas und Damian

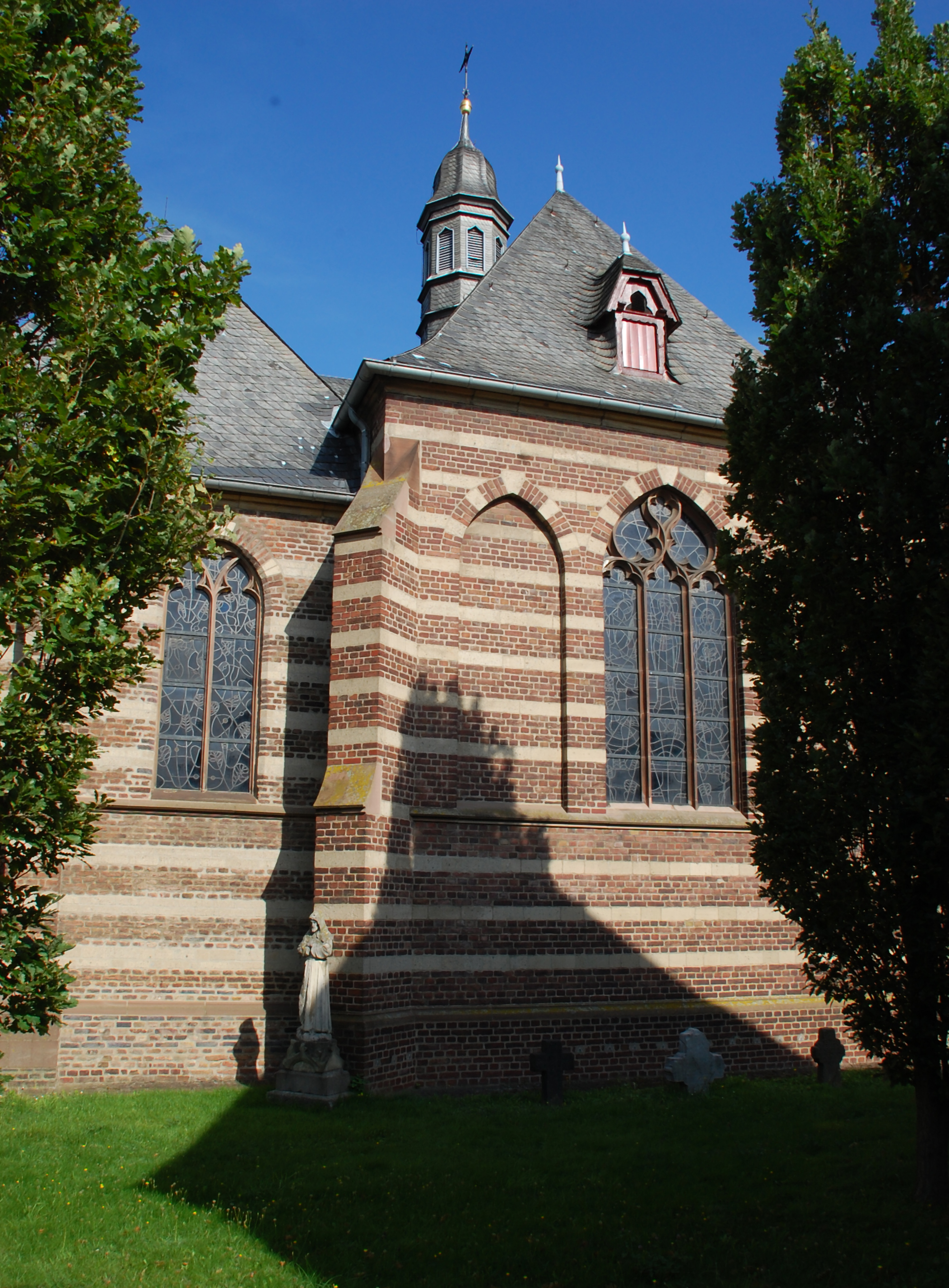
Seitenansicht

Die römisch-katholische Pfarrkirche St. Cosmas und Damianus ist ein denkmalgeschütztes Kirchengebäude in Glesch, einem Stadtteil der Stadt Bergheim im Rhein-Erft-Kreis (Nordrhein-Westfalen).

## Geschichte und Architektur
Die Kirche war bis 1802 Filiale von St. Pankratius in Paffendorf, sie wurde 1837 zur Pfarrei erhoben. Der Bau ist eine dreischiffige, kreuzrippengewölbte Backsteinhalle mit Tuffbändern. Die drei westlichen Langhausjoche und der eingezogene, zweigeschossige Westturm stammen von einer 1493 errichteten und 1553 um die Seitenschiffe erweiterten Vorgängerkirche. Die höher gelegenen neugotischen Ostteile wurden 1887 in angeglichener Bauweise angebaut. Im Inneren ist nur das westliche Langjoch ursprünglich erhalten. Die beiden anschließenden Joche sind neugotisch überformt.